# Tercera República Dominicana
La Tercera República Dominicana es un período dentro de la historia de la República Dominicana que abarca desde el 12 de julio de 1924 con la salida de las tropas estadounidenses tras el fin de la primera ocupación estadounidense, hasta el 28 de abril de 1965 con el desembarco de las tropas estadounidenses tras el inicio de la Guerra de abril de 1965 y la posterior segunda ocupación estadounidense.
El período comienza con el restablecimiento de la soberanía dominicana con el gobierno de Horacio Vásquez, que no consiguió estabilizar políticamente el país. A su presidencia le sucedió la Era de Trujillo, nombre con el que se le conoce al régimen dictatorial de Rafael Trujillo, quien dominó el país entre 1930 y 1961. Acabada la dictadura, el país entra en un proceso de transición democrática que llevará a la breve presidencia de Juan Bosch. El golpe de Estado a Bosch conduce a otro período de inestabilidad política que terminará en una guerra civil y el desembarco de tropas estadounidenses.
Dentro de la historiografía mundial, este período ocurre completamente dentro del siglo XX y coincide con el crac del 29 y la posterior Depresión, la Segunda Guerra Mundial, los inicios de la Guerra Fría y la Revolución cubana. La dictadura de Trujillo es contemporánea a otras dictaduras militares en Latinoamérica, como la de Batista en Cuba o Rojas Pinilla en Colombia, e incluso la de Franco en España.
En cuanto a la historiografía local, la Tercera República fue el tercer período de la República Dominicana como Estado soberano. Abarcó 41 años y vio la transformación del país en términos sociales, económicos y políticos. Al iniciar esta etapa, la población se estimaba en torno al millón de habitantes; el censo de 1960 nos habla de tres millones. Está precedida por la primera ocupación estadounidense que la separa de la Segunda República. Le sucedió la guerra civil dominicana y una segunda internvención estadounidense, antes de iniciar la actual Cuarta República.

## Antecedentes
La ocupación militar estadounidense a República Dominicana se extendió desde 1916 hasta 1924. Se debió a los constantes endeudamientos del gobierno dominicano a lo largo de la Segunda República. Para asegurar el pago de la deuda externa, Estados Unidos tomó control del país e impuso un gobierno militar.
Durante los primeros años de la década de 1920, se intentaron firmar varios acuerdos entre el gobierno estadounidense y los representantes dominicanos. En 1922, el empresario dominicano Francisco Peynado viajó a Washington a cargo de una comisión para pactar un acuerdo. Se reunió con Charles Evan Hughes, secretario de Estado de Estados Unidos, y llegó a un pacto, conocido como plan Hughes-Peynado. Este tratado estipulaba que la desocupación ocurría en dos años, o sea, en 1924, y que se debería formar inmediatamente un gobierno y redactar una nueva Constitución.
Se designó como presidente provisional a Juan Bautista Vicini Burgos para realizar elecciones presidenciales, congresuales y municipales. En estos comicios se presentaban dos coaliciones:
- Coalición Patriótica de Ciudadanos, liderada por Francisco Peynado
- Alianza Nacional Progresista, liderada por Horacio Vásquez

Vásquez, a sus 63 años, se presentaba a su tercera presidencia; había ocupado el cargo en 1899 y 1902-1903. Era, por tanto, una figura ya conocida dentro de la política dominicana y que tenía cierto arraigo en las masas populares.
Las elecciones se llevaron con la máxima organización, consiguiendo realizarse en un día. La victoria fue para Horacio Vásquez para el período 1924-1928. El Congreso también quedó en manos de la Alianza Nacional Progresista.
El Gobierno Provisional también ordenó la creación de una Asamblea Constituyente para redactar una nueva Constitución.

## Gobierno de Horacio Vásquez
El 12 de julio de 1924, Horacio Vásquez y Federico Velázquez fueron juramentados presidente y vicepresidente de la República Dominicana.
El gobierno de Vásquez vio los primeros pasos de la recuperación política dominicana. Uno de los primeros asuntos a tratar fue firmar una nueva convención que sustituyera la de 1907. De esta manera Estados Unidos pudo mantener un control sobre las finanzas dominicanas durante varios años más.
Las tensiones políticas volvieron de cara al cambio de gobierno que debía darse en 1928. En 1926, parte del Gobierno alegaba que Vásquez podía mantenerse en el poder hasta 1930 en tanto que cuando fue elegido no había sido proclamada la Constitución de 1924 que establecía el período presidencial en cuatro años. El código legal anterior pautaba la presidencia en seis años. Se desarrolló un intenso debate jurídico que concluyó que el Vicepresidente y la Cámara de Diputados habían sido elegidos con una duración de cuatro años, por tanto, su período acababa en 1928. Por otro lado, el Presidente y el Senado habían sido elegidos para un mandato de seis años, por tanto, hasta 1930. Esta resolución fue firmada por el Congreso Nacional mediante la Ley n.º 638.
De esta manera, Vásquez se mantenía dos años más en el poder, al tiempo que cortaba la carrera del Vicepresidente Velázquez. Aun así, la Constitución firmada en 1927 estipuló que Velázquez podía prolongar su período hasta 1930, pero debía prestar juramento en 1928. Cuando no se presentó, el Congreso eligió a José Dolores Alfonseca.
La Constitución dominicana fue reformada una vez más en 1929. Los cambios más notables fueron que se eliminó la prohibición de la reelección presidencial y se estableció que el Secretario de Estado del Interior y Policía asumiría el mando en caso de que faltasen el presidente y Vicepresidente.
En vista de esto, el presidente Vásquez buscó una nueva candidatura, pero su salud ya había menguado y la oposición al continuismo había aumentado. Además, el crac del 29 había afectado la economía nacional.
El 23 de febrero de 1930, Rafael Estrella Ureña, líder del Partido Republicano, con el apoyo de Desiderio Arias y Elías Brache, organizó una conspiración conocida como Movimiento Cívico. Los rebeldes se dirigieron de Santiago a Santo Domingo, donde firmaron un pacto con el gobierno el 27 de febrero. De esta manera, Vásquez renuncia a la presidencia, la cual es asumida por Estrella Ureña.
La conspiración estuvo apoyada, aunque no abiertamente, por Rafael Trujillo. Trujillo había iniciado su carrera al servicio de la Guardia Nacional creada durante la ocupación estadounidense. Había sido promovido y apoyado por Vásquez, hasta convertirse en Jefe del Ejército Nacional en 1928.
Para las elecciones de 1930, se presentó la candidatura de Trujillo y Estrella Ureña como Presidente y Vicepresidente por la Confederación de Partidos. Sus contrincantes eran Federico Velázquez y Ángel Morales por la Alianza Nacional Progresista. La campaña estuvo marcada por la represión y llevó a la presidencia a Trujillo. Se iniciaba así un período de la historia dominicana que acabaría en 1961.

## Era de Trujillo
La dictadura de Rafael Leónidas Trujillo Molina marcó gran parte del siglo XX en República Dominicana. El régimen trujillista comenzó el 16 de agosto de 1930, con la toma de posesión de Trujillo de su primer mandato presidencial. Acabaría el 30 de mayo de 1961 con el ajusticiamiento del tirano. Este régimen dictatorial se enmarca en un período marcado por dictaduras en Latinoamérica y por el auge de gobiernos autoritarios y opresivos. Entre los dictadores con los que Trujillo entabló relación se pueden mencionar Fulgencio Batista y Francisco Franco.

### Primer gobierno de Trujillo
Rafael Trujillo asume el poder en 1930 después de unas elecciones marcadas por la represión. Incluso antes de la investidura presidencial se llevan a cabo arrestos y crímenes. Destaca el caso del político y periodista Virgilio Martínez Reyna, quien fue asesinado junto con su mujer en San José de las Matas el 1 de junio.
A las pocas semanas de asumir la presidencia, el país fue asotado por el ciclón San Zenón. El 3 de septiembre la tormenta pasó por la ciudad de Santo Domingo, causando grandes daños. Se estima que unas 3,000 personas perdieron la vida.
La rápida y eficaz respuesta del gobierno favoreció la imagen del régimen. Trujillo decretó un estado de emergencia, se montó un hospital temporal, se inició el proceso de limpieza de la ciudad y se canalizó la ayuda internacional. Esto convertiría al dictador en el "Restaurador de la Patria Nueva", uno de los varios títulos que acumuló.
Durante este primer período, Trujillo redujo el gasto público y anulo el pago de la deuda externa. Estas medidas se centraron en paliar los efectos de la crisis del 29.
En 1931, se establece el Partido Dominicano como partido único. Todos los demás partidos habían quedado abolidos. Su lema, "Rectitud, Libertad, Trabajo y Moralidad", eran una clara referencia al nombre completo del dictador: Rafael Leónidas Trujillo Molina.
La ideología del régimen y del partido se basaba en las siguientes líneas: exaltación de la hispanidad, catolicismo, nacionalismo, antihaitianismo y anticomunismo.

#### Genocidio haitiano de 1937
En 1935, Trujillo intentó solucionar las tensiones en la frontera con Haití al firmar un acuerdo con el presidente haitiano Sténio Vincent. Este tratado favoreció la imagen internacional del dictador dominicano, quien se presentó como pacificador y diplomático. A pesar de esto, la situación en la frontera no se tranquilizó y Trujillo temía que esto pudiera dar paso a un levantamiento en su contra.
En octubre de 1937, el gobierno de Trujillo ordenó la persecución y masacre de los haitianos que vivían en suelo dominicano, especialmente en las fincas agrícolas de la zona fronteriza. El número de víctimas se estima entre 15,000 y 40,000 personas.
Comúnmente se conoce este genocidio con el nombre de "perejil". Esto tiene su origen en que esta palabra es difícil de pronunciar para aquellos cuya lengua nativa es el creole haitiano, por lo que sería la clave usada por las fuerzas trujillistas para identificar a sus víctimas.
Como única consecuencia, el gobierno de Trujillo tuvo que pagar una indemnización de 750,000 de dólares del momento, cantidad que luego el dictador regateó a 525,000 dólares. Es poco probable que este dinero llegara a las familias de las víctimas.
En materia política, el gobierno de Estados Unidos presionó a Trujillo para que no se presentara a unas nuevas elecciones en 1938, a los pocos messes de la masacre.

### Primeros gobierno títeres

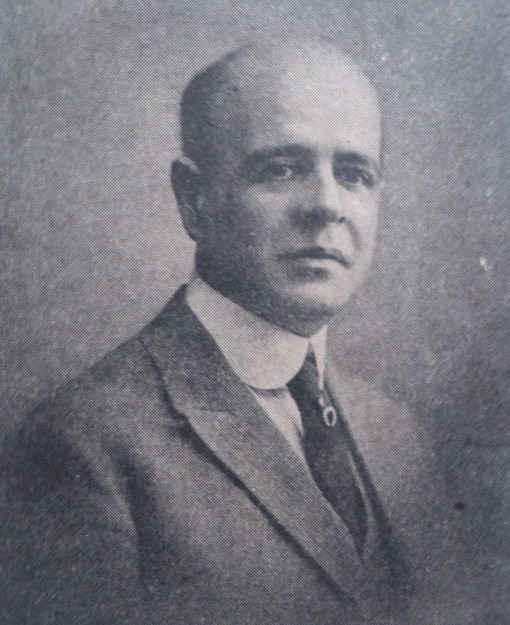
Manuel de Jesús Troncoco, presidente entre 1940 y 1942

En 1938, Trujillo se retira del puesto de Presidente de la República, pero seguirá siendo la principal figura política del país, sobre todo desde el Partido Dominicano. El cargo lo asumirá quien fuera su Vicepresidente, Jacinto Peynado. Al morir Peynado en 1940, le sucedió Manuel de Jesús Troncoso hasta 1942.
El 10 de enero de 1942, bajo le presidencia de Troncoso, se presenta una enmienda a la Constitución a iniciativa de Trujillo. Los principales cambios fueron:
- Reconocimiento de los derechos civiles y políticos de las mujeres[10]
- Supresión del cargo de Vicepresidente
- Extensión del cargo de Presidente de 4 a 5 años

Esto permitió a las mujeres dominicanas votar por primera vez en las elecciones del 16 de mayo de 1942.

### Segundo gobierno de Trujillo
Pasado un mandato presidencial, Trujillo vuelve a presentarse a la presidencia de la República en 1942. Tras los cambios a la Constitución realizados en enero de 1942, pudo mantenerse en el puesto hasta 1952.
En 1946, por conveniencia de la dictadura, se permitió la formación de un partido de oposición, que fue el Partido Socialista Popular. Durante unos meses, este grupo realizó una activa participación política y se asociaron al movimiento obrero. El 26 de octubre, el PSP y su organización juvenil, Juventud Democrática, llevaron a cabo un mitin en Santo Domingo tras lo cual iniciaron una marcha por calles centrales de la ciudad. Esto despertó una gran represió por parte del gobierno y varios de los manifestantes resultaron atacados y apresados. De esta marcha podemos destacar la participación de varias mujeres como Carmen Natalia Martínez, Maricusa Ornes, Carmen Lara, Gilda Pérez y Josefina Padilla, entre otras. El PSP fue suspendido e ilegalizado en 1947.
En este período ocurre una nueva reforma constitucional, en enero de 1947, sobre todo a los artículos 94 y 95 sobre el sistema bancario y financiero. De esta manera, surgiría el Banco Central de la República Dominicana el 9 de octubre de ese año, mediante la Ley Orgánica no. 1529.
Entre 1946 y 1947 se estuvo preparando una expedición para derrocar a Trujillo en el islote de Cayo Confites en Cuba. El movimiento contó con el apoyo del gobierno cubano de Ramón Grau San Martín y del venezolano de Rómulo Betancourt. Estuvo dirigido por el terrateniente dominicano Juan "Juancito" Rodríguez García y el político dominicano Juan Bosch. La expedición fue finalmente abortada por las autoridades cubanas.
En 1949, Juancito Rodríguez vuelve a plantear un derrocamiento a la dictadura, esta vez desde Guatemala. Contaba con el apoyo del gobierno guatemalteco de Juan José Arévalo y del costarricense de José Figueres. Disponía de cinco aviones, pero solo uno, ocupado por 15 expedicionarios, consiguió salir y llegar al poblado de Luperón, en Puerto Plata. Los revolucionarios cayeron rápidamente bajo las tropas del gobierno. Tras el fracaso de la expedición de Luperón, la oposición a la dictadura de Trujillo se aletargó.

### Últimos gobiernos títeres y caída del régimen
Constitucionalmente, Trujillo debía abandonar el poder en 1952. En su lugar, ocupó la presidencia su hermano, Héctor Bienvenido Trujillo, para el período 1952-1957, aunque siendo títere del dictador.
Como unos de los actos de exaltación al régimen el año 1955 había sido declarado por el Congreso Nacional como el "Año del Benefactor y Padre de la Patria Nueva" en honor a Rafael Trujillo. Esto coincide con el 25o aniversario de la dictadura. Asimismo, el 7 de mayo de ese año se le había otorgado el título de "Padre de la Patria Nueva".

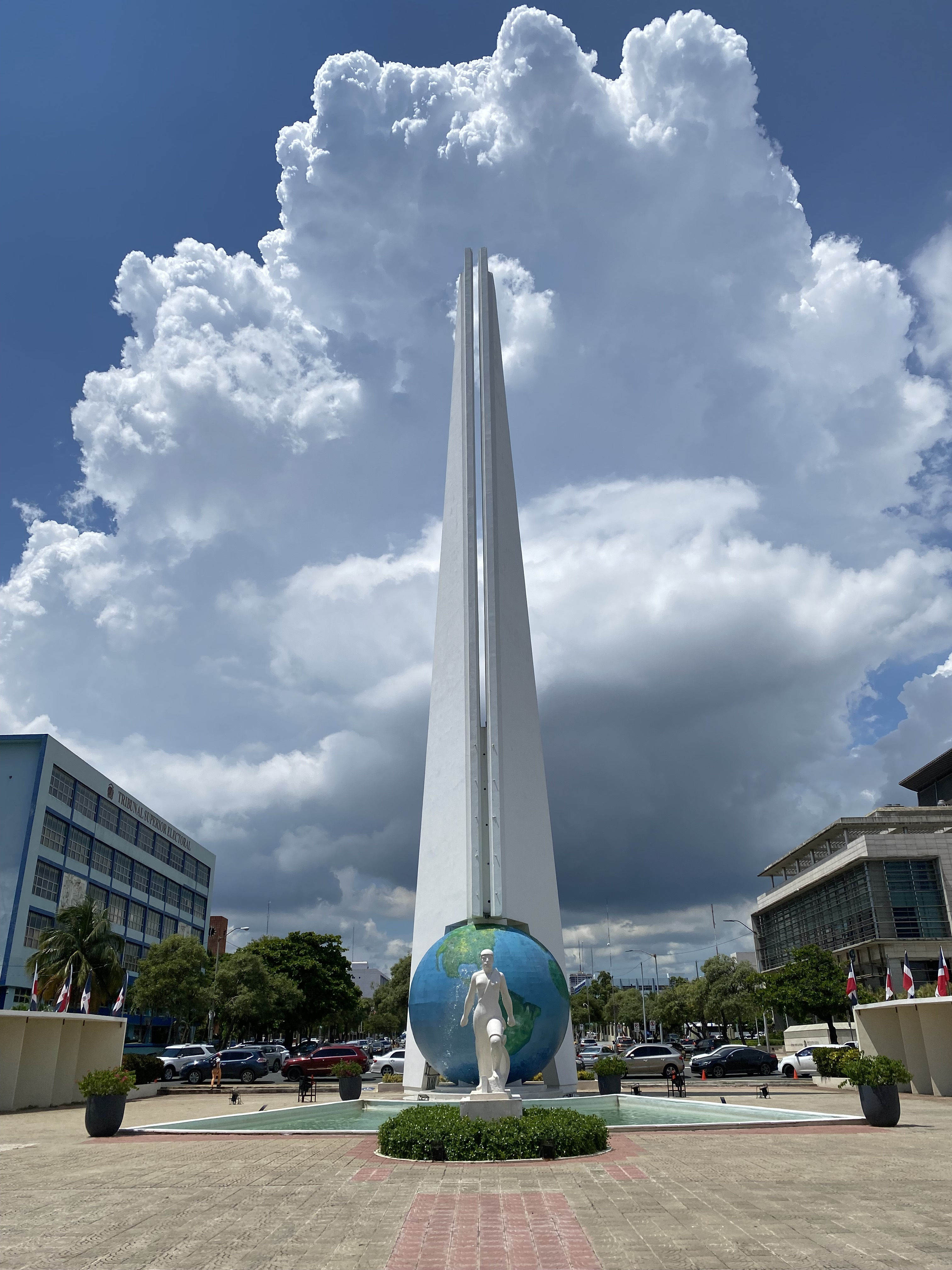
Monumento central de la Feria de la Paz y Confraternidad del Mundo Libre, Santo Domingo

Es en este contexto que se realiza la llamada Feria de la Paz y Confraternidad del Mundo Libre, con el objetivo de limpiar la imagen internacional del país. La feria también sirvió como elemento propagandístico del régimen, siendo descrita como "el logro patriótico de la era" por el propio dictador.
La nueva Constitución firmada el 1 de diciembre de 1955 reestableció el cargo de Vicepresidente, aunque la vacante sería elegida en los siguientes comicios, a realizarse en 1957.
En las elecciones de 1957 se presentaron Héctor Trujillo y Joaquín Balaguer como Presidente y Vicepresidente respectivamente. Este mandato estaba pautado para terminar en 1962, incluso cuando se redujo el período presidencial a cuatro años en la reforma constitucional de junio de 1960.
Coincidencialmente, en este período la dictadura se empieza a desquebrajar y comienzan a surgir grupos de oposición. Al mismo tiempo, las relaciones internacionales ven un cambio que afectará negativamente al régimen de Trujillo.

#### Oposición al régimen
Hacia finales de la década de 1950, la oposición hacia la dictadura toma un nuevo impulso. La expedición de Constanza, Maimón y Estero Hondo marcó el cambio en este aspecto. En 1959, 198 hombres partieron desde Cuba con la intención de derrocar a Trujillo. El grupo se había dividido en tres frentes que deberían actuar simultáneamente, pero esto no ocurrió así.
Los primeros expedicionarios llegaron al país por avión, aterrizando cerca de Constanza el 14 de junio. Estos se dispersaron al entrar en conflicto con las fuerzas de la dictadura. Los otros dos grupos alcanzaron la costa norte del país pocos días después, concretamente en Maimón y Estero Hondo, provincia de Puerto Plata, donde eran esperados por agentes del gobierno. La expedición fue finalmente aplastada y solo sobrevivieron seis expedicionarios.

Bandera del Movimiento Revolucionario 14 de Junio

A pesar del fracaso de esta expedición, los revolucionarios despertaron el interés de los dominicanos que seguían en el país, sobre todo de los jóvenes, quienes llevaban toda su vida bajo la sombra de la dictadura. Se va armando así un nuevo movimiento, esta vez interno, conformado por jóvenes dominicanos. Adoptó el nombre de Movimiento Revolucionario 14 de Junio, en honor a los expedicionarios de Constanza, Maimón y Estero Hondo. Se fundó oficialmente en enero de 1960 y estuvo dirigido por Manolo Tavárez Justo, Minerva Mirabal y Leandro Guzmán. Rápidamente el movimiento fue descubierto y sus miembros fueron apresados durante las semanas siguientes.
Como parte de la oposición interna al régimen se encontraban varias mujeres, entre las que destacan las hermanas Minerva y María Teresa Mirabal, Tomasina Cabral, Dulce Tejada, Fe Ortega, Miriam Morales y Asela Morel. Mientras estuvieron en prisión, estas mujeres recibieron el nombre de "mariposas". Dicen las fuentes que, para mantener los ánimos, ellas cantaban y rezaban mientras estuvieron encarceladas.

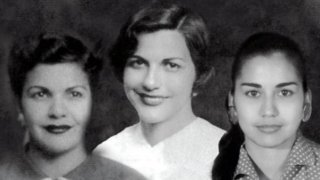
Hermanas Mirabal, asesinadas el 25 de noviembre de 1960 por la dictadura trujillista

Debido a la presión internacional, las mujeres fueron liberadas el 9 de agosto de 1960. Aun así, el gobierno mantuvo su vigilancia, sobre todo hacia Minerva Mirabal, una de las más destacadas opositoras. En una ocasión, el 25 de noviembre, ella y su hermana María Teresa fueron a visitar a sus esposos encarcelados, junto con su otra hermana Patria y el chofer Rufino de la Cruz. Los cuatro fueron interceptados en el camino de vuelta y fueron asesinados por agentes de la dictadura. El asesinato de las hermanas Mirabal conmocionó al país.
Al mismo tiempo, la Iglesia católica, hasta ese momento aliada del régimen, se declaró opuesta al gobierno. El hecho que marca esta ruptura fue la promulgación de la llamada Carta Pastoral el 25 de enero de 1960, la cual fue leída en las iglesias del país. El texto denunciaba las atrocidades del régimen y sentenciaba el fin de las relaciones entre la Iglesia y el gobierno.

#### Debilitamiento internacional de la dictadura
Un ejemplo del debilitamiento político es la relación con Estados Unidos que hasta el momento había sido buena, llegando incluso a existir una base militar estadounidense en Sabana de la Mar desde 1954. En 1956, la situación cambia con la desaparición y asesinato de Jesús Galíndez, escritor español. Después de residir en República Dominicana y mientras vivía en Nueva York, Galíndez escribió una tesis doctoral en la que describía al régimen y era crítico, lo cual despertó el malestar en el gobierno dominicano. Rafael Trujillo ordenó que el escritor fuera secuestrado y trasladado a suelo dominicano. Allí fue torturado y asesinado por agentes del régimen. Junto a Galíndez también murió Gerald Murphy, piloto estadounidense, quien pilotó el avión en el que se trasladó al escritor. Murphy habría sido asesinado para encubrir el crimen. Este asunto parece haber sido un puto de inflexión en las relaciones dominicano-estadounidenses durante el gobierno de Eisenhower.
En cuanto al panorama internacional, la década de los 50 vio desaparecer las dictaduras latinoamericanas cercanas a la de Trujillo. Gustavo Rojas Pinilla perdió el poder en Colombia en 1957. En 1958, Marcos Pérez Jiménez abandonó Venezuela. Finalmente, en 1959 la Revolución cubana puso fin al gobierno de Fulgencio Batista, quien se refugió temporalmente en República Dominicana. Este cambio en la política internacional fue restando apoyos al régimen de Trujillo.

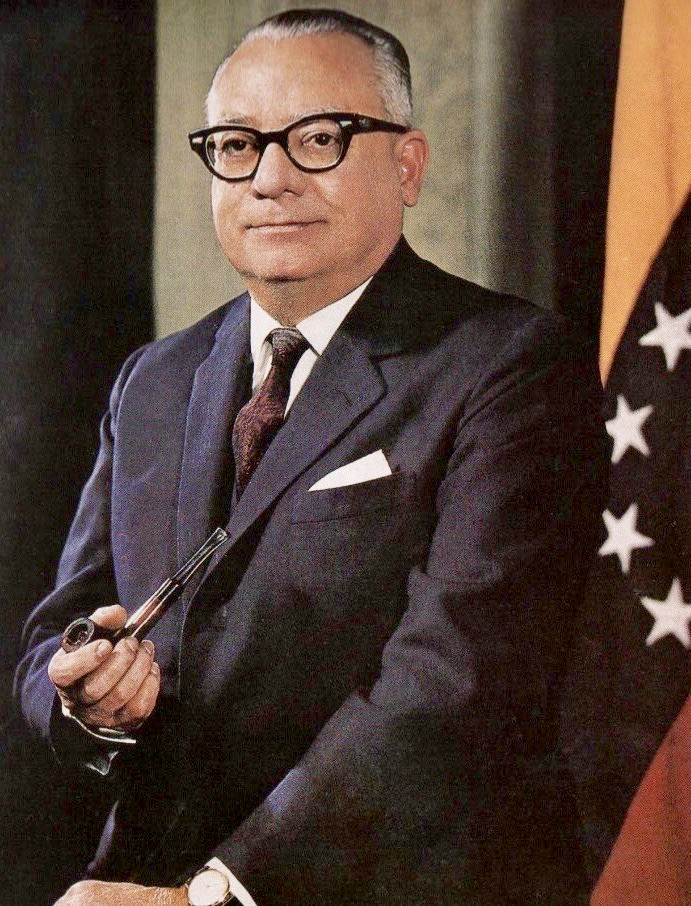
El presidente venezolano Rómulo Betancourt sobrevivió a un atentado respaldado por Rafael Trujillo.

En el caso de Venezuela, después del derrocamiento de Pérez Jiménez se sucedieron dos gobiernos provisionales que dieron paso al gobierno de Rómulo Betancourt tras las elecciones del 7 de diciembre de 1958. Betancourt contó con el apoyo de Estados Unidos y denunció los crímenes del gobierno de Trujillo. Como respuesta, Trujillo organizó una campaña de descrédito y de espionaje cuyo punto culminante fue un intento de asesinato a Betancourt repaldado por el gobierno dominicano. Este acontecimiento supuso la ruptura definitiva de la República Dominicana con sus aliados internacionales.
En respuesta al intento de magnicidio, la Organización de los Estados Americanos impuso serias sanciones a la República Dominicana.

#### Caída del régimen
Ante la difícil situación nacional e internacional, se propone un cambio de gobierno. Héctor Trujillo renuncia a la presidencia y ocupa el cargo su vicepresiente, Joaquín Balaguer, el 3 de agosto de 1960.
Tras el asesinato de las Mirabal, la sensación en el país fue otra. Un grupo de opositores comenzó a tramar la manera de acabar con el régimen. Así, el 30 de mayo de 1961, el vehículo de Trujillo es interceptado en su camino a San Cristóbal. En la emboscada, el carro fue ametrallado y la cabeza de la dictadura, eliminada. Entre los participantes del ajusticiamiento se encuentran: Antonio Imbert Barrera, Luis Amiama Tió, Roberto Pastoriza, Pedro Livio Cedeño, Antonio de la Maza, Salvador Estrella Sadhalá, entre otras.

## Transición democrática y camino a la Guerra civil

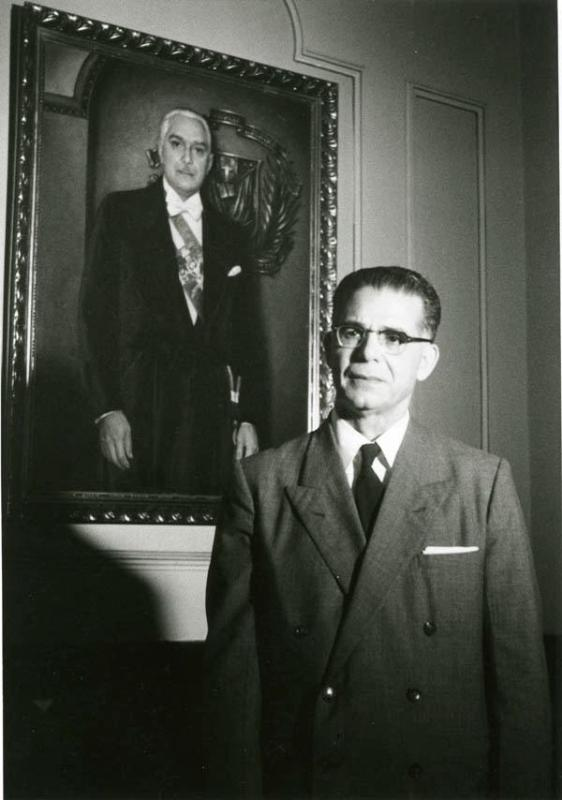
Joaquín Balaguer se convirtió en una figura clave en el final de la dictadura.

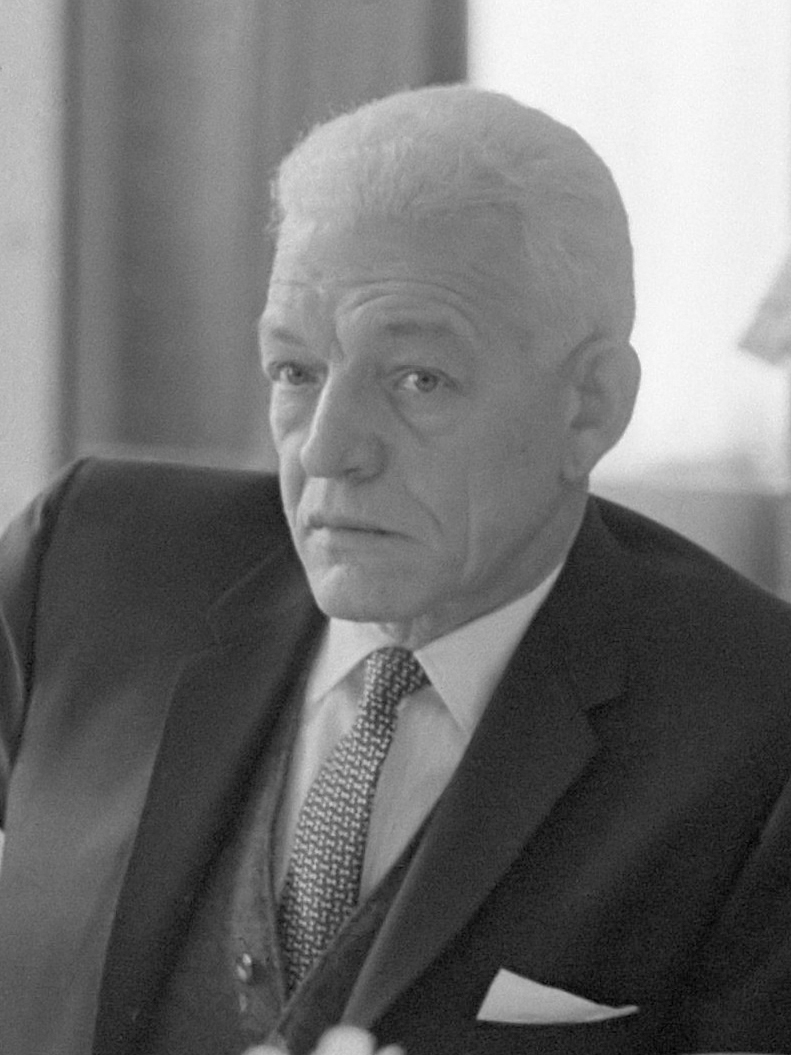
Juan Bosch fue el primer presidente electo libre y democráticamente desde 1924.

Muerto el dictador el 30 de mayo de 1961, el presidente títere Joaquín Balaguer asume las rápidamente las riendas del poder. Balaguer lidera el Consejo de Estado, órgano de gobierno instituido el 1 de enero de 1962. Este organismo estuvo compuesto por:
- Joaquín Balaguer, como presidente
- Rafael Bonnelly, como primer vicepresidente, de la Unión Cívica Nacional
- Eduardo Read Barrera, como segundo vicepresiente, de la Unión Cívica Nacional
- Nicolás Pichardo, de la Unión Cívica Nacional
- Antonio Imbert Barrera, quien había participado en el magnicidio
- Luis Amiama Tió, quien había participado en el magnicidio
- Monseñor Eliseo Pérez Sánchez

A pesar de los intentos por democratizar el país y superar la dictadura, la oposición veía a Balaguer como parte del régimen y buscaba su salida del poder. El 19 de enero se formó un nuevo Consejo de Estado que estaría presidido por Bonelly. Nicolás Pichardo pasaba entonces a ser primer vicepresidente y se integraba Donald Reid Cabral como segundo vicepresidente.
Se convocó una Asamblea Constituyente y el 16 de septiembre de 1962 se aprobó una nueva Constitución. En esta ley se fijaba la fecha límite para realizar elecciones.
El 27 de febrero de 1963, después de las primeras elecciones libres desde 1924, Juan Bosch asume la presidencia del país. La oposición a su gobierno se asentuó después de publicada la Constitución de 1963, considerada una de las más modernas y sociales de la historia dominicana. Su gobierno terminaría apresuradamente mediante un golpe de Estado el 25 de septiembre del mismo año.
Al gobierno constitucional de Bosch le sucedió el Primer Triunvirato, conformado por Emilio de los Santos, Ramón Tapia Espinal y Manuel Enrique Tavárez Espaillat. Este gobierno recibió la oposición de varios grupos de la población dominicana, como universitarios y sindicatos. Manolo Tavárez Justo y otros compañeros iniciaron una guerrilla contra el Triunvirato. Los guerrilleros fueron apresados y fusilados el 21 de diciembre de 1963 en Las Manaclas, cerca de San José de las Matas, provincia de Santiago. Esto provocó una crisis para el gobierno.
Fue seguido por un Segundo Triunvirato, presididó por Donald Reid Cabral. Este mandato inició el 26 de diciembre de 1963. Su gobierno se caracterizó por la desorganización administrativa, la corrupción, el nepotismo y otras prácticas de esa índole. Este período también estuvo marcado por una crisis económica.
La situación causó una ola de rechazos por parte generalizada de la población, pero inicialmente se mantuvo en el poder debido al apoyo de los militares. Todo esto cambia cuando las Fuerzas Armadas empiezan a polarizarse y entrar en tensión. Para 1964 se distinguían diversos bandos, algunos de los cuales retiraron su apoyo al Triunvirato y se pusieron del lado de los constitucionalistas.
El descontento generalizado y las propias tensiones internas del gobierno facilitaron el surgimiento de un plan para derrocar el Triunvirato. En él participaron Juan Bosch y Joaquín Balaguer desde el exilio, así como altos mandos militares y líderes revolucionarios.

## Guerra de Abril

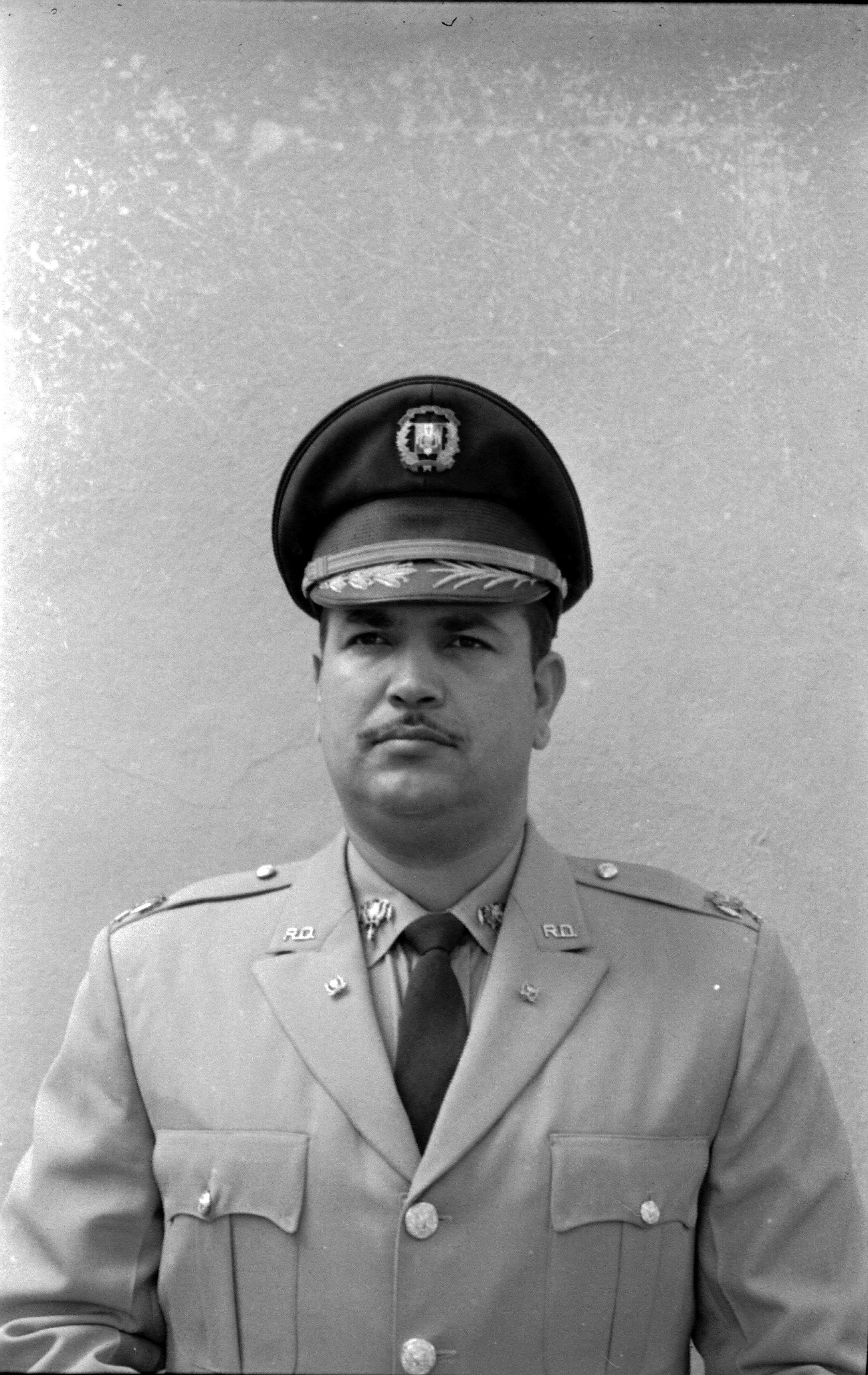
Francisco Caamaño, líder del bando constitucionalista

El 24 de abril de 1965, miembros del grupo constitucionalista, aquellos que apoyaban el gobierno constitucional de Juan Bosch, se levataron en armas y tomaron campamentos importantes. Al día siguiente, el coronel Francisco Alberto Caamaño Deñó apresa al presidente Reid Cabral, al mismo tiempo que se designaba a José Rafael Molina Ureña como presidente provisional hasta la llegada de Bosch.
El bando conservador del Ejército, dirigido por el general Elías Wessin y Wessin, respondió a la insurrección bombardeando campamentos y la propia ciudad de Santo Domingo
Ante el estallido de la guerra civil, tropas estadounidenses desembarcan en Santo Domingo el 28 de abril. El presidente Lyndon B. Johnson envió una fuerza de unos 42,000 soldados con el objetivo de restablecer el orden en el país. Inicialmente, estas tropas estarían para asegurar la paz, por lo que no debían intervenir abiertamente en el conflicto.
Pero la intervención despertó el rechazo de los constitucionalistas, quienes, dirigidos por Caamaño, tomaron la Fortaleza Ozama y el Cuartel General de la Policía Nacional. Ante esto, la fuerza interventora creó una zona de seguridad internacional en Santo Domingo y luchó contra los constitucionalistas.
Para calmar la situación, Estados Unidos buscó restablecer a Joaquín Balaguer como una figura que fuera aceptada por todos los bandos, pero él rechazó. Decidieron formar entonces un Gobierno de Reconstrucción Nacional al bando de Antonio Imbert Barreras el 7 de mayo. Este se tuvo que hacer frente al gobierno elegido por los constitucionalistas presidido por Caamaño y formado el 4 de mayo.
A medida que se realizaban las negociaciones, el conflicto continuaba, sobre todo en Santo Domingo, y no fue hasta finales de agosto que se pudo llegar a un acuerdo. Se acordó a la formación de un gobierno provisional presidido por Héctor García Godoy que estaría llamado a realizar elecciones. El gobierno se formó el 3 de septiembre, poniendo formalmente fin a la guerra civil y dando inicio al actual período de la historia dominicana, conocido como Cuarta República.